# 大庭景兼
大庭 景兼（おおば かげかね）は鎌倉時代初期の武将。鎌倉幕府御家人。桓武平氏の流れを汲む大庭氏の一族。大庭景義の嫡男。
草創期の鎌倉幕府において、長老格として重きをなした父景義の出家後、家督を継ぐ。
北条義時の有力武士粛清の歴史の中でも最大の事件である建保元年（1213年）の和田合戦の渦中で消息を絶ったか、失脚したと想定される。その後の足跡は不明。
同年に備後国の地頭に任じられている景連は、その兄弟か子息、あるいは近親者と思われる。

## 画像集

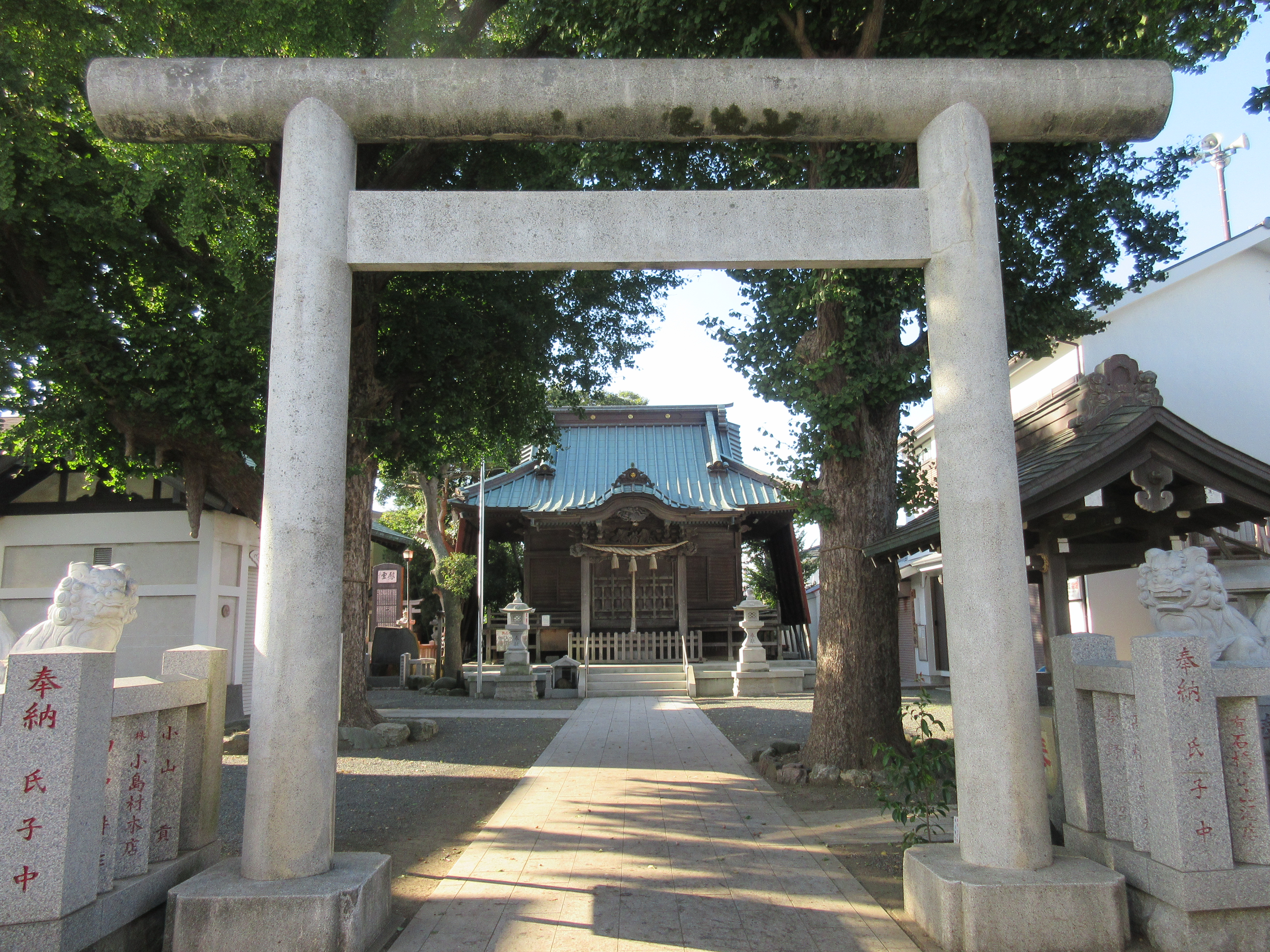
神明大神宮（茅ヶ崎市）（神奈川県茅ケ崎市円蔵2282）
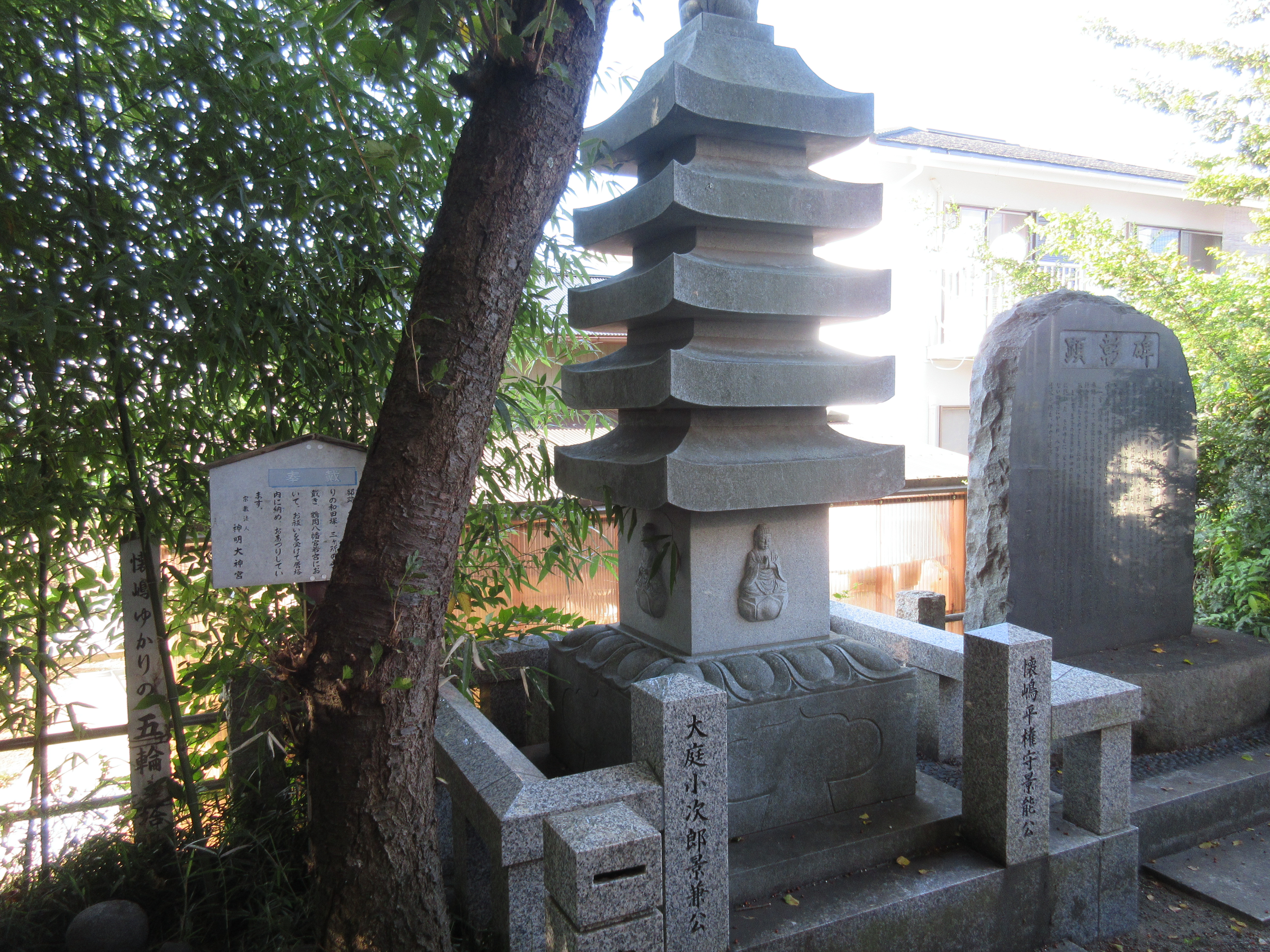
懐嶋平権守景能公大庭小次郎景兼公層塔顕彰碑（神明大神宮向かって左手から裏へ回る）
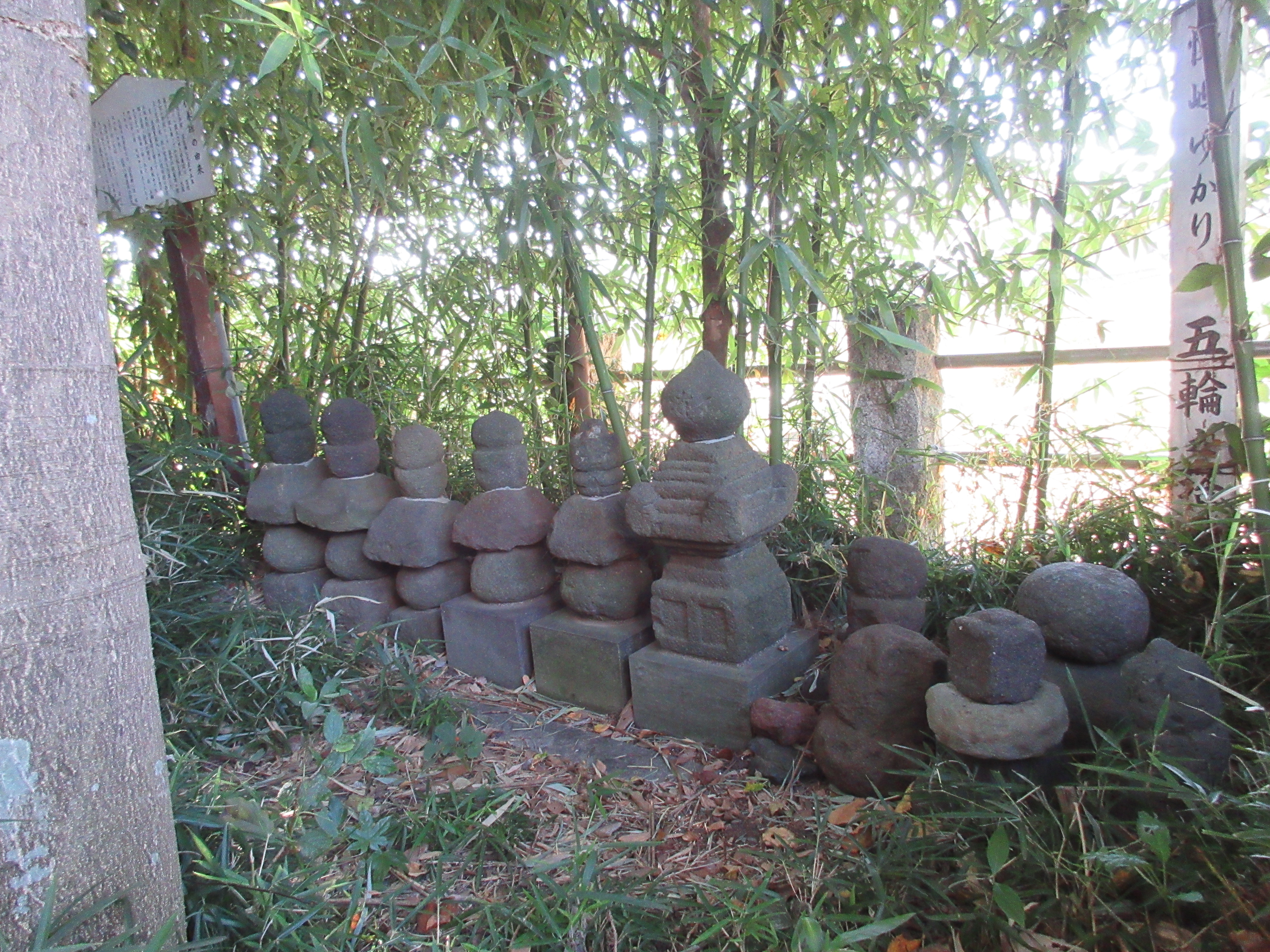
懐嶋ゆかりの五輪塔（大正15年10月9日懐嶋館西方内堀北側に供養碑建立の際出土）